# Grupo de afinidade

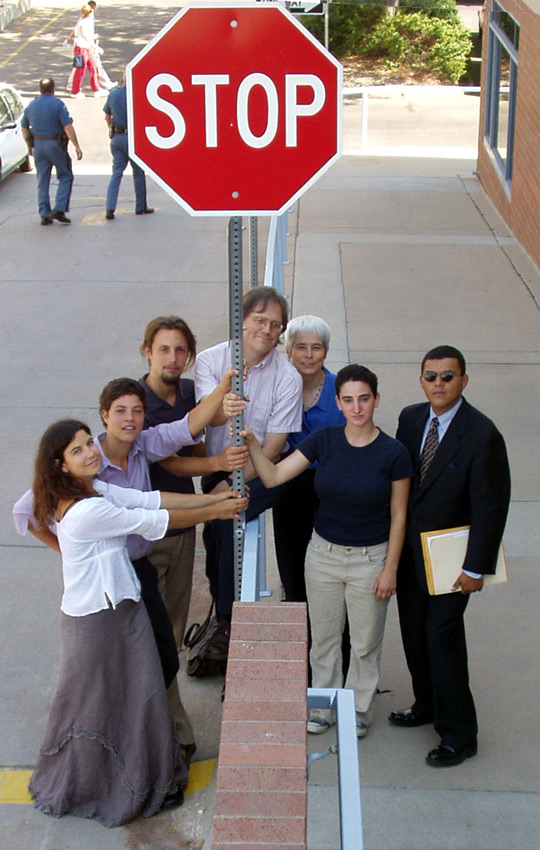
O grupo de afinidade antiguerra Collateral Damage ("Dano colateral"). Os sete foram condenados em 4 de Dezembro de 2002 após ocuparem o gabinete do Senador Allard, em protesto contra a iminente guerra no Iraque.

Um grupo de afinidade é um grupo formado em torno de um interesse comum ou de um objetivo comum, podendo a adesão dos indivíduos ser formal ou informal. Geralmente os grupos de afinidade são impedidos de se colocar sob a égide de qualquer entidade governamental, e as suas finalidades devem ser essencialmente não comerciais. Exemplos de grupos de afinidade incluem clubes sociais privados, confrarias, círculos literários e os grupos envolvidos no ativismo político.
Um  grupo (ou coletivo) de afinidade política é um pequeno grupo de ativistas (usualmente de 3 a 20) que trabalham juntos na ação direta, com vistas a determinado fim. É um grupo não hierárquico, usualmente formado por amigos de confiança e outras pessoas de pensamento similar. Proporcionam um método de organização responsável, flexível e descentralizado.

## Grupos de afinidade política
Os grupos de afinidade política datam do século XIX e foram uma criação dos anarquistas espanhóis da década de 1930 (grupos de afinidad). Eram baseados nas tertúlias ou grupos locais  e constituíram a base da Federação Anarquista Ibérica (FAI), que congregava os militantes mais idealistas da Confederación Nacional del Trabajo (C.N.T.), a imensa organização anarcosindicalista). O modelo, entretanto, tem certas características que podem ser aplicadas a qualquer situação social. Foi adotado, por exemplo, pelos radicais americanos, que chamaram as organizações resultantes de "coletivos", "comunas" ou "famílias".
Os grupos de afinidade politicamente orientados ganharam notoriedade entre os anos 1960 e 1970, com o movimento contra a guerra do Vietnam. A expressão grupo de afinidade era usada pelo pintor e agitador anarquista Ben Morea e pelo grupo Black Mask.Mais tarde, pacifistas  nos campi universitários passaram a se organizar em torno dos seus interesses e antecedentes (religiosos, gênero, grupo étnico, etc.) Tornaram-se populares nos anos 1970 durante o movimento antinuclear, nos Estados Unidos e na Europa. 
Em geral, os grupos de afinidade se baseiam no anarquismo. No entanto existem grupos deste tipo que não são necessariamente anarquistas e se organizam por assunto (e.g. antinuclear) ou atividade, papel ou habilidade em comum (e.g. artistas de rua). Os grupos de afinidade podem ter participação aberta ou fechada, ainda que o segundo tipo seja muito mais comum. Trata-se de um pequeno grupo, como um clube com iniciativas ativistas.
Um conjunto de grupos de afinidade é geralmente chamado de rizoma de afinidade.